# Phyllognathus sabatinellii
Phyllognathus sabatinellii är en skalbaggsart som beskrevs av S. Endrödi 1979. Phyllognathus sabatinellii ingår i släktet Phyllognathus och familjen Dynastidae. Inga underarter finns listade i Catalogue of Life.